# Commanderie de Mesy
La commanderie de Mesy est une commanderie hospitalière du prieuré hospitalier du Temple  faisant partie du grand prieuré de France.

## Les origines
Les Hospitaliers possédaient déjà des biens à Mesy. C'est Guillaume de Cornillon, seigneur du lieu, qui leur accorde, en 1198, tous amortissements pour la justice et les terres qu'il possédait à Mesy à la demande de Gaudefroy de Mesnil-Frogier, son homme de fief,. En septembre 1229, suivant charte de l'évêque de Paris, Gaudefroy de Mesnil-Frogier, Ozane, sa mère, et Henri des Granches, mari d'Ozane, font donation aux Hospitaliers d'une grange avec les terres, les prés, et les cens qu'ils avaient à Mesy,  mais aussi à Sucy, à Limeil, à Creteil, à Valenton avec contrepartie de 21 setiers de blé chaque année,.

## La commanderie
La grange de Mesy fut transformée en ferme pour devenir commanderie. Les Hospitaliers développèrent leur domaine en achetant des terres, en 1293, à Jean de Choisy avec l'accord de Pierre de Bombiez et l'agrément de Philippe IV le Bel au prix de 1 600 livres,.
En 1416, La commanderie de Mesy rapportait 125 livres tournois avec la charge de desservir la chapelle. Il était de 1 800 livres en 1756. Les terres comprenaient 257 arpents.

## Sources
- Eugène Mannier, Les commanderies du grand prieuré de France d'après les documents inédits conservés aux archives nationales à Paris, Paris, 1872 (lire en ligne)